# Небесний острів

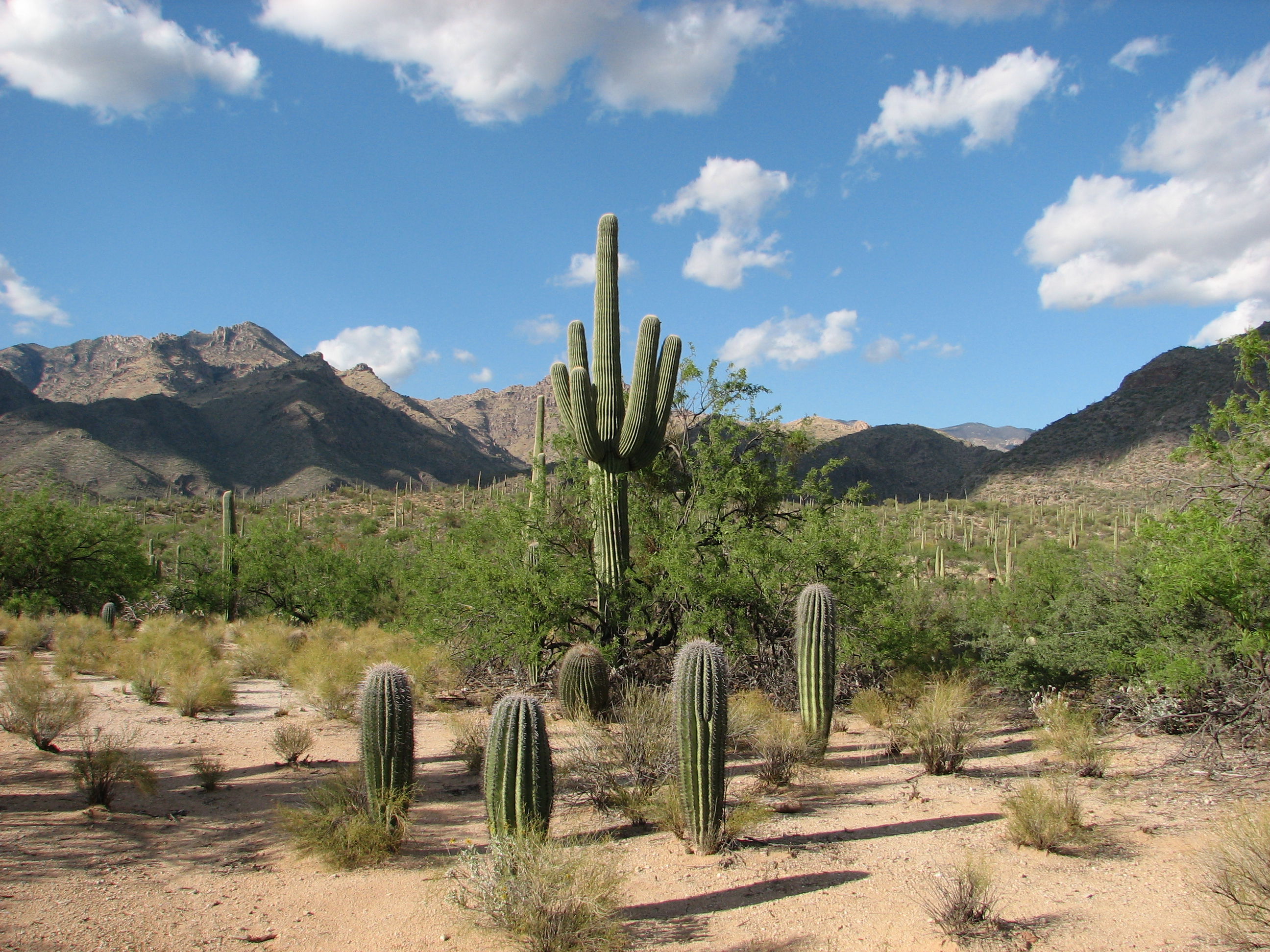
Гори Санта-Каталіна (гори), розташовані на півдні Аризони, є одними з найвідоміших "небесних островів"

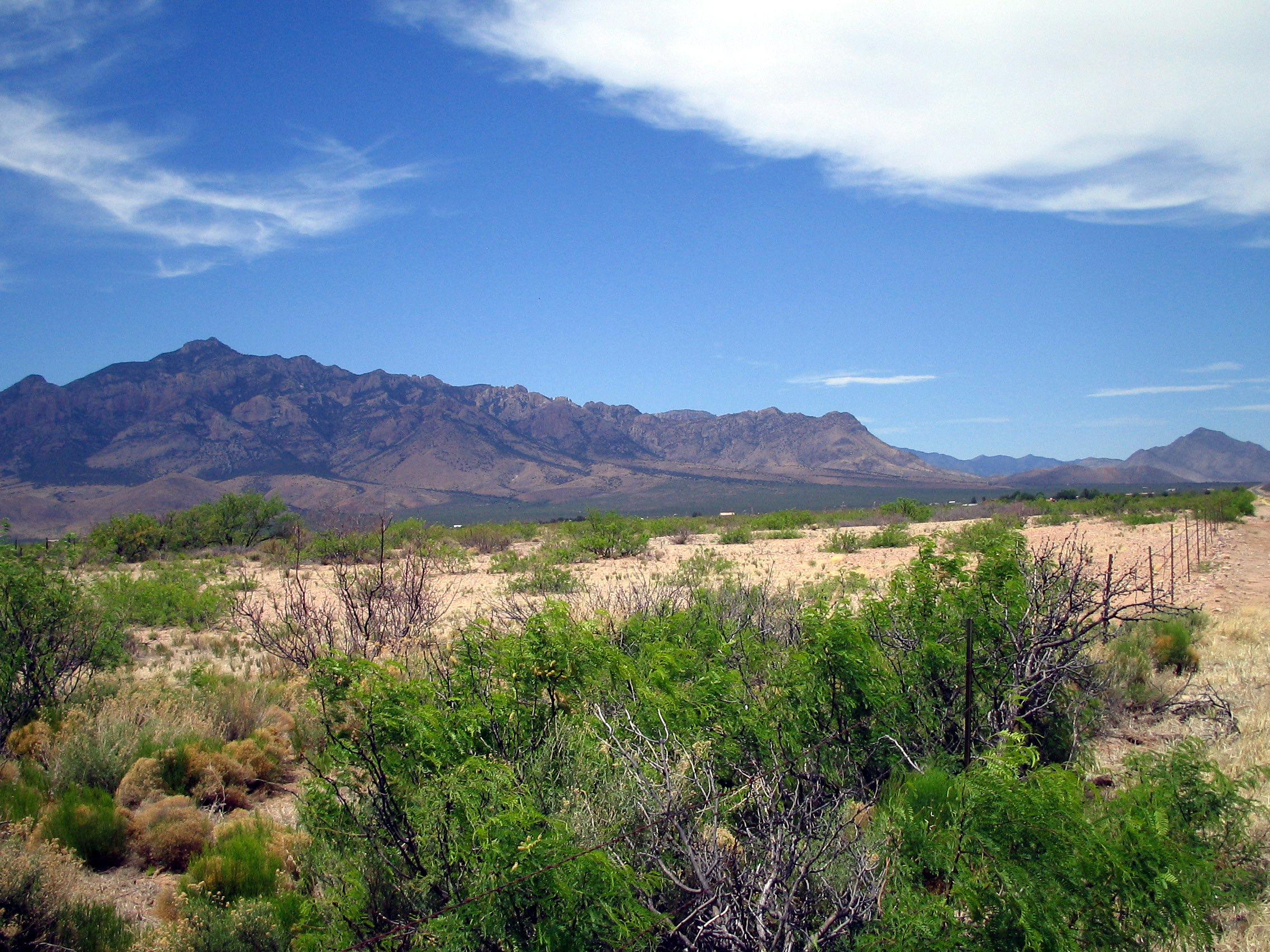
Гори Чірікауа (гори) підіймаються на 2700 м над навколишньою пустелею

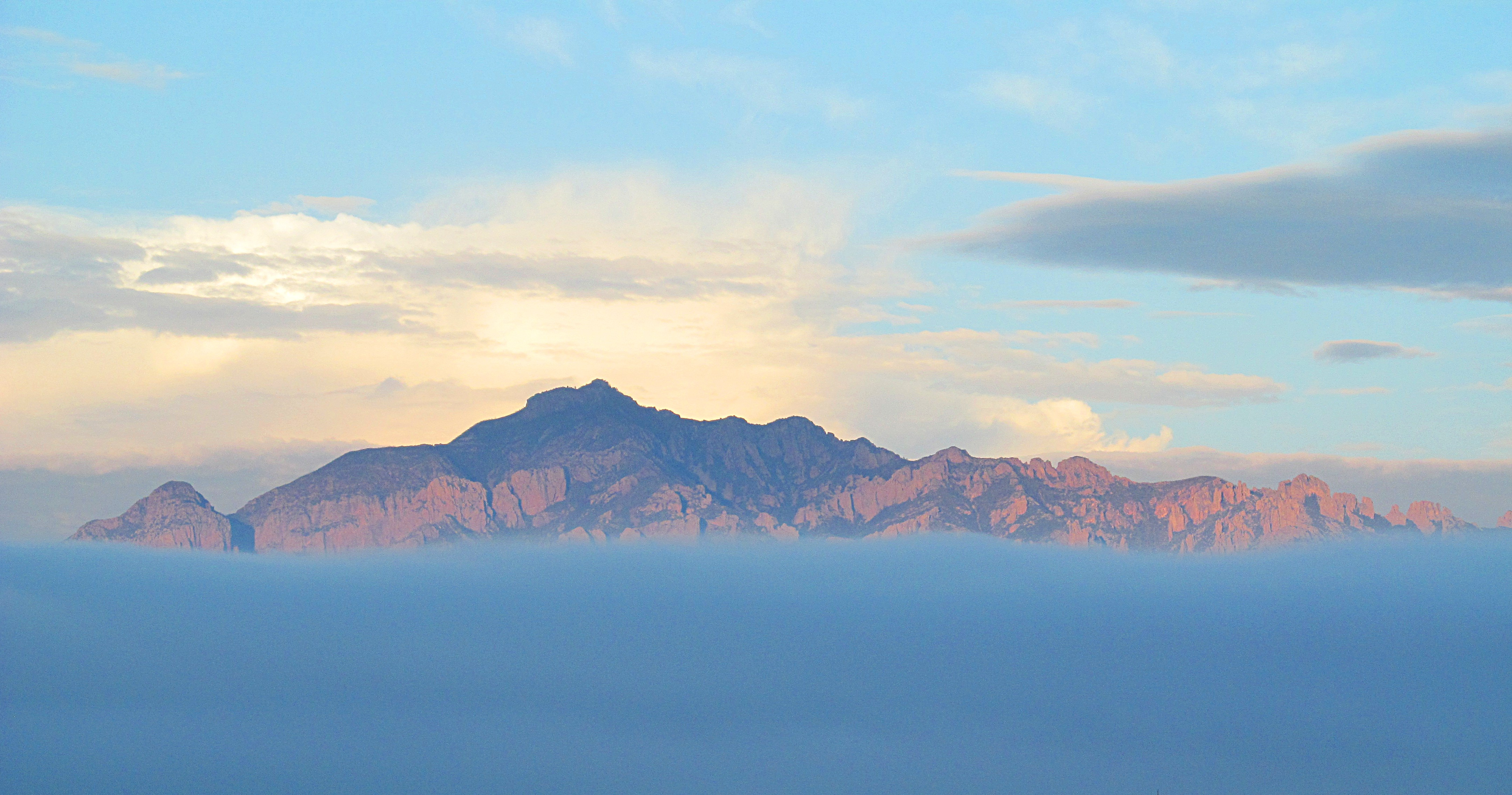
Пік-Портал висотою 2400 м в горах Чірікауа

Небесний острів (англ. Sky Island) — ізольований гірський масив, який підіймається над навколишніми рівнинами, флора та фауна якого значно відрізняється від флори та фауни рівнин. Початково цей термін стосувався порослих лісом гір Мексиканського нагір'я, а потім поширився на подібні ізольовані гори, порослі лісами. Одним із ключових елементів небесного острова є фізична ізоляція від інших гірських хребтів, у результаті чого утворюється ізольоване природне середовище, наприклад ліс. Так, на південному заході США в період між 18 000 р до н.е. і 8000 р до н.е. температура значно підвищилася, що призвело до формування великих пустель та ізольованих лісів на небесних островах. Типовими явищами, які спостерігаються на небесних островах, є ендемізм, висотна міграція та реліктові популяції.
Складна динаміка видового різноманіття на небесних островах привертає увагу біогеографів, а зниження їхнього біорізноманіття викликає занепокоєння у природоохоронців. Деякі небесні острови є рефугіумами, де збереглися види, вимерлі на рівнинах через потепління клімату після завершення останнього льодовикового періоду. В інших випадках локалізовані популяції рослин і тварин мають тенденцію до видоутворення, подібно до океанічних островів, таких як Галапагоські острови в Еквадорі.

## Етимологія
Герпетолог Едвард Гаррісон Тейлор у 1940 році на 8-му Американському науковому конгресі у Вашингтоні порівняв ізольовані, порослі лісом гори Мексиканського нагір'я з островами. Його доповідь з цієї теми була презентована у 1942 році. У 1943 році Натт Н. Джодж в журналі «Arizona Highways» назвав гори Чірікауа на південному сході Аризони "гірськими островами у пустельному морі". Приблизно в цей період термін "небесний острів" почав застосовуватися для позначення високогірних, не вкритих льодовиком, стародавніх форм рельєфу на гребені Сьєрра-Невади в Каліфорнії.
Термін "небесний острів" був популяризований письменником Уелдоном Хілдом, що мешкав на південному сході Аризони та писав на природничу тематику. У своїй книзі «Небесний острів» 1967 року він описав шлях від міста Родео, розташованого в штаті Нью-Мексико, на заході пустелі Чіуауа, до вершини гори Чірікауа, розташованої на відстані 56 км від Родео. При піднятті на 1700 м спекотна і посушлива пустеля поступово змінюється на луки, дубово-соснове рідколісся, сосновий ліс і, нарешті, на ялиново-ялицево-осиковий ліс. В книзі описується дика природа та умови життя горян. В ній згадується концепція біому, хоча віддається перевага терміну "життєва зона", а також книга включає посилання на працю Клінтона Гарда Мерріема. 
У другій половині XX століття концепція гір як острівних природних середовищ закріпилася серед вчених і використовувалася такими популярними письменниками, як Девід Куаммен і Джон Макфі. Ця концепція є частиною теорії острівної біогеографії. Вона не обмежується горами на південному заході Північної Америки і застосовується до гір, нагір'їв і гірських масивів по всьому світу.

## Небесні острови в Північній Америці

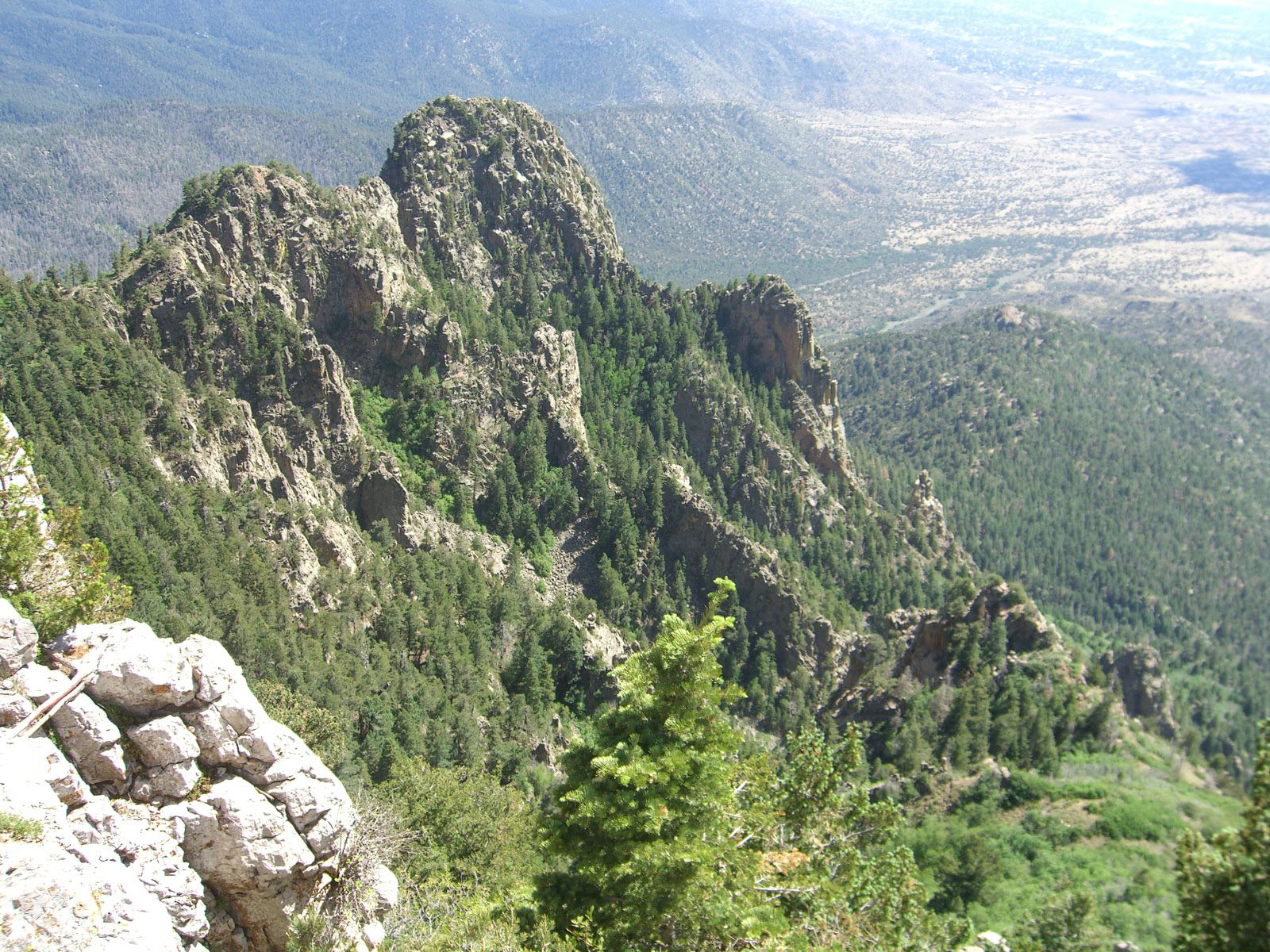
Ліс в горах Сандія (гори) висотою 3163 м. Нижче на 1800 м ліс переходить в пустелю

Небесні острови Сьєрра-Мадре, ймовірно, є найбільш дослідженими небесними островами у світі. Ці численні гори, розташовані в штатах Нью-Мексико і Аризона на південному заході США та в штатах Чіуауа і Сонора на північному заході Мексики, утворюють ланки ланцюга, що з'єднує північний край Західної Сьєрра-Мадре та південь Колорадського плато. Небесні острови, розташовані в горах у центральних і північних штатах США, часто формують "острівні хребти", прикладом яких є гори Вічіта на південному заході Оклахоми.
Іншими прикладами острівних хребтів є гори Крезі, Кастл, Беарс-Пау, Хайвуд та Малі Скелясті гори, розташовані в штаті Монтана. Кожен із цих гірських хребтів покритий лісом, а вище верхньої межі лісу в них розташована високогірна тундра і снігова шапка. Ці гори не з'єднані з жодними іншими гірськими хребтами і повністю оточені безлісими преріями або напівпустельними рівнинами, порослими чагарниками. Іншими відомими небесними островами Північної Америки є гірські ліси Великого Басейну, зокрема Білі гори в Каліфорнії та гори Спрінг-Маунтінс поблизу Лас-Вегаса в штаті Невада. Однією із унікальних рис небесних островів, розташованих на кордоні США та Мексики, є змішання флористичних спорідненостей: дерева та інші рослини, поширені на вершинах гір, є більш характерними для північних широт, тоді як флора нижчих висот пов'язана з флорою південних пустель і гір. Серед ендемічних рослин і тварин, що зустрічаються на цих небесних островах, слід відзначити гірську юкку (Yucca × schottii), гремську руду білку (Tamiasciurus fremonti grahamensis), уачукського весняного равлика (Pyrgulopsis thompsoni) та хемезьку саламандру (Plethodon neomexicanus).
Деякі гірські види, такі як лаєлльська мідиця (Sorex lyelli), еволюціонували в межах свого обмеженого ареалу, пристосовуючись до гірського середовища. Однак дослідники помітили, що деякі ізольовані гірські екосистеми мають тенденцію до зменшення біорізноманіття з часом. Причиною цього є вразливість невеликих, ізольованих популяцій до вимирання. Ізольованість природного середовища також зменшує можливість колонізації новими видами. Крім того, деяким видам, таким як гризлі (Ursus arctos horribilis), потрібна наявність різноманітних природних середовищ. Ці ведмеді історично зустрічалися в лісах та на луках небесних островів Мадре, а також на навколишніх рівнинах, зокрема в прибережних районах, і були винищені в регіоні на початку XX століття. На небесних островах спостерігаються висотні міграції, сезонні переміщення між високогір'ями і рівнинами, подібні до тих, які здійснюють гірські перепелиці (Oreortyx pictus) в горах Великого Басейну. Ці птахи зустрічаються на великих висотах, коли сніговий покрив там відсутній, і замість того, щоб мігрувати на південь на зиму, вони мігрують в долини.
Небесні острови або навіть долини між ними можуть виступати не лише як перешкода для розселення, але й як шлях для міграції. Прикладами тварин, які використовують небесні острови Сьєрра-Мадре як шляхи для розселення на північ, є ошатнопері трогони (Trogon elegans) та білоносі носухи (Nasua narica).

## Небесні острови світу
Приклади небесних островів світу, відповідно до їх географічного розташування:

### Афротропіка
- Кал-Маду[en]
- Ліси Камерунського нагір'я
- Ефіопське нагір'я
- Гори Південної Африки
- Гора Грін-Маунтін[en] (острів Вознесіння)
- Гвінейське нагір'я
  - Гори Німба[en]
- Гірські ліси Камеруну та Біоко
- Гора Кіліманджаро
- Гора Горонгоса[en]
- Гори Рувензорі

### Нотогея
- Гора Вільгельм
- Гора Таранакі
- Гори Вайтареке[en]

### Індомалайя
- Гора Джерай[en]
- Гора Фаншипан
- Гора Юйшань
- Гора Кінабалу
- Гори Нат Ма Таунг[en]
- Центральне нагір'я
- Гори Тітівангса[en]
- Західні Гати

### Неарктика
- Гори Анімас[en]
- Чорний хребет[en]
- Гори Капітан[en]
- Гори Чісос
- Гори Сан-Франциско[en]
- Гори Чуска[en]
- Гірські ліси Великого Басейну
- Гори Дейвіс[en][14]
- Гори Гвадалупе[en]
- Гори Сан-Хасінто[en]
- Небесні острови Сьєрра-Мадре
- Гори Манзано
- Гори Магійон[en]
- Гори Оскура[en]
- Гори Олімпік[en]
- Гори Пелонсільйо[en]
- Кварцеві гори[en]
- Гори Сакраменто
- Гори Сан-Августін[en]
- Гори Сандія[en]
- Гори Спрінг[en]
- Гора Тейлор[en]
- Гори Вічіта[en]

### Неотропіка
- Баха-Каліфорнія
  - Сьєрра-де-ла-Лагуна[en]
  - Сьєрра-де-Хуарес
  - Сьєрра-де-Сан-Педро-Мартир
- Центральноамериканські Кордильєри
- Тепуї Гвінейського нагір'я
- Серра-ду-Мар
- Гори острова Гаїті
  - Сьєрра-де-Баоруко[en]
  - Кордильєра-Сентраль
  - Масив-де-ла-Отт[en]
  - Гори Сель
- Сьєрра-де-Тамауліпас[en]
- Венесуельський Прибережний хребет

### Палеарктика
- Аїр
- Алтайські гори
- Байкальський хребет
- Кавказ
- Тібесті
- Тянь-Шань